# BBC World Service

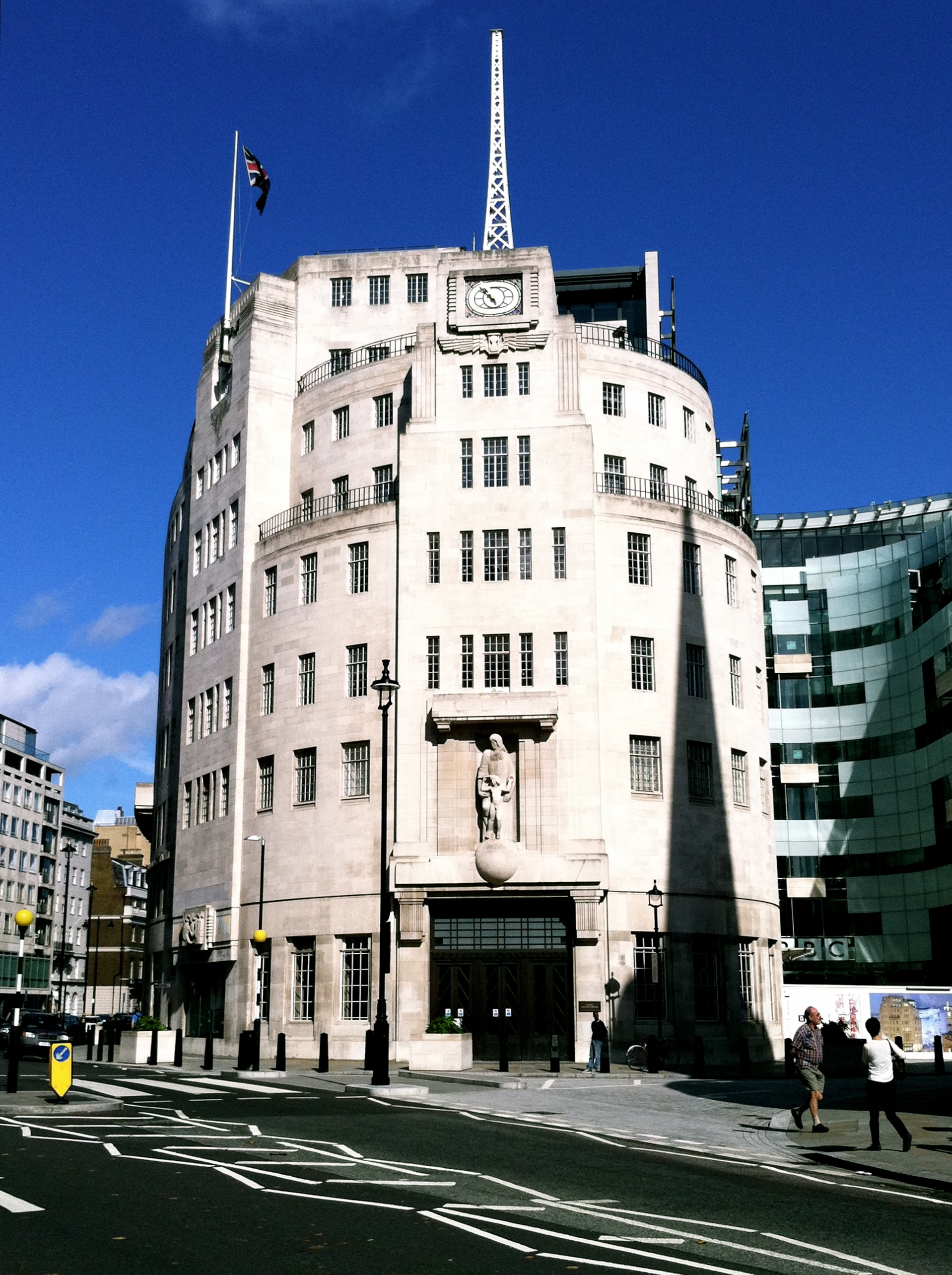
Broadcasting House w Londynie, obecna siedziba World Service

Dawne logo BBC World Service. Obecne różni się głównie tłem – niebieski został zastąpiony czerwonym, będącym kolorem firmowym całego pionu informacyjnego BBC

Dawne logo BBC World Service (2008-2019)

Dawne logo BBC World Service (2019-2022)

BBC World Service – część BBC, brytyjskiego publicznego nadawcy radiowotelewizyjnego, zajmująca się produkcją wszystkich programów radiowych oraz niektórych telewizyjnych dla zagranicy. Jest jedyną częścią BBC finansowaną bezpośrednio ze środków brytyjskiego budżetu państwa, a konkretnie resortu spraw zagranicznych. W 2011 roku ogłoszono, iż World Service będzie także współfinansowany przez Departament Stanu USA, choć wkład amerykański będzie znacznie mniejszy od brytyjskiego.

## Charakterystyka

### Radio i internet
Nadaje całodobowy program radiowy w języku angielskim (emitowany naziemnie w niektórych rejonach między innymi Wielkiej Brytanii, Czech, Niemiec, Bułgarii, Czarnogóry i Islandii, a na całym świecie dostępny w przekazie satelitarnym i internetowym), ponadto przygotowuje programy w różnym wymiarze czasowym – od 24 godzin do kilkunastu minut na dobę – w wielu innych językach. Odpowiada także za internetowe portale informacyjne BBC we wszystkich językach z wyjątkiem angielskiego i innych języków Wysp Brytyjskich (np. walijski), a także za działalność BBC związaną z upowszechnianiem języka angielskiego (przede wszystkim udostępnia w Internecie bezpłatne materiały dla uczniów i nauczycieli). W latach 1939–2005 częścią World Service była sekcja polska BBC.
World Service działa od 1932, początkowo jako BBC Empire Service, następnie Overseas Service i wreszcie po obecną nazwą. Pierwsze audycje obcojęzyczne nadano 3 stycznia 1938 po arabsku.
W Polsce audycje BBC World Service retransmitowane są przez wersję Radia Poland dostępną w systemie radiofonii cyfrowej – od poniedziałku do soboty między 8:00 a 9:30, w niedzielę od 8:00 do 10:00.

### Telewizja
Od 11 marca 2008 działa również zarządzany przez World Service telewizyjny kanał informacyjny w języku arabskim, BBC Arabic. 14 stycznia 2009 dołączył do niego nadawany w języku perskim kanał BBC Persian. 

## Sekcje językowe

### Obecne
- język angielski (dla całego świata)
- język arabski
- język azerski
- język bengalski
- język birmański
- język kantoński
- język francuski dla Afryki
- język hausa
- język hindi
- język indonezyjski
- język ruanda-rundi
- język kirgiski
- język mandaryński
- język nepalski
- język paszto
- język perski
- język portugalski dla Brazylii
- język syngaleski
- język somalijski
- język hiszpański dla Ameryki Łacińskiej
- język suahili
- język tamilski
- język ukraiński
- język urdu
- język uzbecki
- język wietnamski

### Dawne
Najważniejszym powodem zamykania przez BBC sekcji językowych World Service są względy finansowe – ta część BBC ma charakter niekomercyjny i żadna z sekcji językowych nie osiągnęła nigdy rentowności (bowiem z zasady nie nadają one reklam), a zatem ich funkcjonowanie zależy wyłącznie od dotacji rządowych. Dodatkowo często podnoszony jest argument, iż zadaniem BBC World Service jest dostarczanie niezależnych i rzetelnych informacji w tych państwach i strefach językowych, gdzie z różnych powodów (głównie politycznych, rzadziej gospodarczych) rynek wolnych mediów nie istnieje lub jest bardzo słabo rozwinięty. Jeśli w danym państwie dochodzi do zmiany sytuacji i pojawiają się krajowe media na odpowiednim poziomie, po pewnym czasie BBC zamyka zwykle daną sekcję World Service. Właśnie z tego powodu w latach 50. XX wieku zamknięto sekcje w większości języków zachodnioeuropejskich, utworzone w czasie okupacji niemieckiej (z wyjątkiem wersji dla postkolonialnych państw pozaeuropejskich), zaś w pierwszej dekadzie XXI wieku zlikwidowano sekcje w językach większości państw postkomunistycznych w Europie Środkowej, w tym sekcję polską. 
W przeszłości BBC World Service utrzymywał następujące, dziś już nieistniejące, sekcje:
- język polski
- język niemiecki
- język niemiecki dla Austrii
- język holenderski dla Holandii
- język holenderski dla Belgii
- język holenderski dla Indonezji
- język fiński
- język francuski dla Europy
- język francuski dla Kanady
- język francuski dla Belgii
- język francuski dla Azji Południowo-Wschodniej
- język hebrajski
- język włoski
- język japoński
- język malajski
- język bułgarski
- język chorwacki
- język czeski
- język grecki
- język grecki dla Cypru
- język węgierski
- język kazachski
- język słowacki
- język słoweński
- język tajski
- język rumuński
- język afrikaans
- język minnański
- język duński
- język turecki
- język portugalski dla Afryki
- język angielski dla Karaibów
- język gudźarati
- język islandzki
- język luksemburski
- język macedoński
- język maltański
- język marathi
- język norweski
- język serbski
- język szwedzki
- język walijski dla Patagonii
- język serbsko-chorwacki

## Siedziby
W latach 1941-2012 siedzibą BBC World Service był zabytkowy gmach Bush House w centrum Londynu. W lecie 2012 wszystkie redakcje zostały przeniesione do nowej części Broadcasting House, historycznej siedziby całej BBC, gdzie w oparciu o centralny newsroom działać będą wspólnie wszystkie redakcje informacyjne tego nadawcy.